# Гареев, Муса Гайсинович
Муса́ Гайси́нович Гаре́ев  (баш. Муса Ғайса улы Гәрәев; башкир, 9 июля 1922 года, д. Илякшиде, Белебеевский уезд, Башкирская АССР — 17 сентября 1987 года, Уфа, Башкирская АССР) — советский военный лётчик, полковник, дважды Герой Советского Союза, участник Великой Отечественной войны.

## Биография
Муса Гареев родился 9 июля 1922 года в деревне Илякшиде Белебеевского уезда Башкирской АССР (ныне Илишевский район Башкортостана) в крестьянской  семье башкир.
Отец Гайса Ахмедгареев родом из д. Илякшиде, мать Гульнафиса родом из д. Имянликулево. В 1929 году семья Гареевых переехала в деревню Ташчишма. В 1937 году окончил школу в деревне Бишкураево.
В 1940 году окончил Уфимский железнодорожный техникум Наркомата путей сообщения. В том же году без отрыва от учёбы в техникуме окончил Уфимский аэроклуб Башкирского ОСОАВИАХИМ.
Призван в армию 15 декабря 1940 года Ждановским райвоенкоматом города Уфы Башкирской АССР.
25 сентября 1942 года, по окончании Энгельсской военной авиационной школы, отправлен на фронт.
С 25 сентября 1942 года — лётчик действующей армии в звании сержанта, в 944-м полку.
В 1944 году Гареев назначен командиром эскадрильи 76-го гвардейского штурмового авиационного полка 1-й гвардейской штурмовой авиационной дивизии 1-й воздушной армии 3-го Белорусского фронта.
За героизм, мужество и отвагу, проявленные в боях с немецкими оккупантами, за успешно произведенные 164 боевых вылета на самолёте Ил-2, в результате которых нанесён большой урон противнику в живой силе и технике, 23 февраля 1945 года М.Г. Гарееву  было присвоено звание Героя Советского Союза.
Из наградного листа на гвардии майора М.Г. Гареева: «...В небесах Восточной Пруссии тов. Гареев сражается в звании майора. Здесь он с еще большей ненавистью и умением громит немецкие полчища. При плохих метеорологических условиях он успешно водит в бой свою эскадрилью и задачи выполняет точно, сокрушая технику и живую силу врага. Его эскадрилья является одной из первых в полку во всей боевой работе.
Пять раз приходилось вести воздушный бой с превосходящим числом истребителей противника типа ФВ-190. Всегда в этих случаях гвардии майор тов. Гареев сразу принимал правильные решения. Врезаясь в строй истребителей противника, расстраивал их боевые порядки, заставлял их оставлять поле боя. Благодаря умелой организации боя ни разу не имел потери ведомых экипажей. Гвардии майор тов. Гареев обладает исключительно твердой силой воли. Если он не может выполнять задачу с заданной высоты, то снижается до высоты бреющего полета и штурмовыми действиями уничтожает противника. Так неоднократно действовал по уничтожению отступающего противника в Восточной Пруссии. Над полем боя действует с исключительной меткостью. Сброшенная им каждая бомба, пущенный каждый снаряд и пуля попадают точно в цель.
27.10.44 г. ведущим группы произвел бомбардировочно-штурмовой удар по танкам противника в районе Лабегаллен, где пятью заходами уничтожил 2 танка и подбил один бронетранспортер.
15.01.44 г. ведущим группы произвел вылет с задачей на сопровождение нашей наступающей пехоты в районе Тутшен, где, несмотря на сильное противодействие зенитной артиллерии, разбил 2 орудия полевой артиллерии и вызвал 3 очага пожара.
20.01.45 г. гвардии майору тов. Гарееву была поставлена задача: сопровождать наши танки в направлении на Инстербург. Район действий прикрывался зенитной артиллерией, одновременно патрулировали истребители противника. Несмотря на это тов. Гареев разрушил прочный узел сопротивления в хуторе Варкенен, где уничтожил 4 артиллерийских орудия и 2 бронетранспортера.
21.02.45 г. ведущим группы произвел удар по уничтожению артиллерии противника в сильно укрепленном пункте Раушбах, где лично уничтожил 2 самоходных орудия и вызвал 3 очага пожара.
За героизм, мужество и отвагу, проявленные при выполнении 207 успешных боевых вылетов на самолете Ил-2, в результате которых нанесен большой урон противнику в живой силе и технике, Герой Советского Союза майор тов. Гареев достоин представления к награждению второй медалью «Золотая Звезда».
Звание Героя Советского Союза М.Г. Гарееву присвоено 19 апреля 1945 г. Всего за время Великой Отечественной войны Гареев совершил около 250 боевых вылетов и сбил два самолёта противника.
Войну закончил майором, штурманом полка. Участник Парада Победы в Москве 24 июня 1945 года.
После окончания войны командовал авиационным полком. В 1951 году окончил Военную академию имени М. В. Фрунзе, а в 1959 году — Военную академию Генерального штаба СССР. В 1956 году присвоено воинское звание «полковник».
С 1964 года по состоянию здоровья в запасе. Жил и работал в Уфе. Был председателем Башкирского республиканского комитета ДОСААФ с 1965 по 1977 год.
Депутат Верховного Совета СССР 2-го — 4-го созывов (1946—1958 годы), депутат Верховного Совета Башкирской АССР 7—9-го созывов.
В 1973 году впервые опубликовал автобиографическую книгу «Штурмовики идут на цель» по мотивам Великой Отечественной войны
Умер М. Г. Гареев 17 сентября 1987 года в возрасте 65 лет после продолжительной болезни. Похоронен в Уфе в Парке Победы.

## Семья
Супруга Галина Александровна Гареева (Мигунова) (1924 — 19.08.2016). Сыновья Валерий (1944 г.р.) и Евгений — кандидат биологических наук, старший научный сотрудник Всероссийского центра глазной и пластической хирургии. 

## Почётные звания
- Почётный гражданин города Уфы[2].

## Награды
- 2 медали «Золотая Звезда» № 6227 (23.02.1945) и № 41 (19.04.1945).
- Орден Ленина (1945).
- 3 ордена Красного Знамени (1943, февраль 1944, ноябрь 1944).
- Орден Богдана Хмельницкого 3-й степени (1945).
- Орден Александра Невского (1944).
- 2 ордена Отечественной войны 1-й степени (1945, 1985).
- Орден Трудового Красного Знамени (1971).
- 3 Ордена Красной Звезды (1943, 1955, 1956).
- Медаль «За отвагу» (1943).
- Медаль «За боевые заслуги» (1951).
- Другие медали.
- Иностранные награды.

## Память
- Музей Мусы Гареева и мемориальная доска в селе Верхнеяркеево.
- Дом-музей в селе Ташчишма.
- Бронзовый бюст Героя в 1948 году был установлен в его родной деревне Илякшиде, а в 1960 году перенесён в город Уфу и установлен на Бульваре Славы.
- Мемориальная доска в городе Уфе на доме № 4 по улице Худайбердина, где жил Герой[6].
- Мемориальная плита и бюст в Парке Победы города Уфы[7][8].
- Мемориальная доска на фасаде здания Совета РОСТО (ДОСААФ) Башкортостана в городе Уфе (бульвар Славы, дом № 6)[9].
- Вариант скульптурного портрета Мусы Гареева, созданного в 1947 году из базальта скульптором Н. В. Томским находится в Третьяковской галерее.
- Именем Гареева названы улицы в Уфе, Стерлитамаке, Октябрьском, Ишимбае и других населённых пунктах Башкортостана.
- В честь Муса Гайсиновича назван теплоход «Муса Гареев».
- Именем Мусы Гареева назван кадетский корпус с первоначальной летной подготовкой в городе Уфа.

## Сочинения
- Гареев М.Г. Штурмовики идут на цель. — М.: ДОСААФ, 1972. (Дата обращения: 22 февраля 2009)
- Гареев М. Г. Ветераны остаются в строю. — М., 1980.